# Emilio García Moreda
Emilio García Moreda (Alberite, 25 de junio de 1934 - Alberite, 26 de mayo de 1983) fue un pintor vanguardista riojano.